# 2020-те
20-те години на XXI век са десетилетие от григорианския календар, третото десетилетие на XXI век, обхващащо периода от 1 януари 2020 до 31 декември 2029 година.
Началото на десетилетието e белязано от пандемията от коронавирус и редица войни на територията на бившия СССР.

## Важни събития и процеси
- Пандемията от коронавирус COVID-19, която започва в Китай през декември 2019 г., се разпространява в по-голямата част от света, превръщайки се в една от най-големите пандемии в историята. От началото на пандемията до средата на 2023 г. почти седем милиона души умират от болестта.[1] Близо 700 милиона души (повече от 8% от населението на света) изкарват заболяването под една или друга форма.[1] Съединените щати, Бразилия, Индия, Мексико и Русия са най-тежко засегнатите държави, с повече от 300 000 смъртни случая от COVID-19 във всяка от тези пет страни.[1] През 2021 г. започва масова ваксинация срещу вируса.
- Руско-украинският конфликт ескалира с руската инвазия в Украйна през 2022 г.,[2] което го превръща в най-голямата конвенционална военна офанзива в Европа след Втората световна война и води до бежанска криза, смущения в световната търговия и изостряне на икономическата инфлация. Държавите от ЕС, САЩ и Канада налагат различни санкции на Русия, осъждайки нападението. Русия отвръща със свои санкции и се оттегля от Съвета на Европа.[3]
- На 15 ноември 2022 г. световното население надхвърли 8 милиарда души, а през 2023 г. Индия изпревари Китай като най-населената страна в света.[4][5]

## Военни конфликти
- Приключва войната между САЩ и талибанската терористична организация в Афганистан (2020 г.). Американските войски се изтеглят от Афганистан и скоро след това талибаните завземат властта.[6]Американски морски пехотинци със SP-MAGTF-CR-CC на контролно-пропускателен пункт за евакуация на летище Кабул на 21 август по време на падането на Кабул през 2021 г., в края на войната в Афганистан .
- Израелско-палестинския конфликт (започнал на 14 май 1948 г.) продължава.
- Конфликтът между Армения и Азербайджан продължава и през 2020 г. започва Втора война в Нагорни Карабах, която продължава месец и половина.[7]
- Военен преврат, масови протести и гражданска война в Мианмар (2021 г.).[8]
- Продължава конфликтът в Дарфур, Судан (започнал на 26 февруари 2003 г.).
- Продължават гражданските войни и конфликти в Сомалия (започнал през януари 2009 г.), Мали (започнал през януари 2012 г.), Южен Судан (започнал през декември 2013 г.), Либия (започнал през май 2014 г.), Йемен (започнал през септември 2014 г.).
- Въоръжен конфликт в регион Тиграй на Етиопия (2020 – 2022 г.).[9] Убити са между 300 хил. и 500 хил. души.
- Продължава „война срещу наркотиците“ на мексиканските власти срещу наркокартелите в страната, започнала през 2006 г. в резултат на нарастналата престъпна активност.[10]

## Политика и общество

### В Европа
- Великобритания излиза от Европейския съюз (2020 г.).
- Протести в Полша срещу по-строгото законодателство срещу абортите (2020 г.).
- Ангела Меркел се оттегля от поста федерален канцлер на Германия (2021 г.).[11]
- Световна енергийна криза (2021 г.).
- Завършен е газопроводът Северен поток-2 (2021 г.).
- Британската кралица Елизабет II умира няколко месеца след честването на Платинен юбилей (2022 г.). Наследява я нейният син Чарлз III.

### В САЩ
- Възниква движението Black Lives Matter, свързано с протести и бунтове в САЩ и Европа след убийството на Джордж Флойд и други подобни инциденти (2020 г.).
- Президентските избори в САЩ през 2020 г. завършват с победа на Джо Байдън над действащия президент Доналд Тръмп. За първи път от 1992 г. действащ президент не печели втори мандат) .
- Тълпа от привърженици на бившия президент Доналд Тръмп щурмува и окупира Капитолия във Вашингтон (2021 г.).[12]
- Върховният съд на САЩ отменя ключово решение за правото на аборт, което води до протести (2022 г.).[13]

### В Азия и Близкия изток
- Американски въздушен удар по международното летище в Багдад, в резултат на който е убит иранският военачалник Касем Солеймани (2020 г.) води до криза в американско-иранските отношения.

- Протести в Тайланд (2020 – 2021).

- Граничен конфликт между Индия и Китай (2020 г.)
- Масови протести в Иран след смъртта на Махса Амини (2022 г.).[14]
- В Япония е убит бившият премиер Шиндзо Абе (2022 г.).

### В Африка
- Военни преврати в Мали (2020 г. и 2021 г.), в Гвинея (2021 г.), в Буркина Фасо (2022 г.), Нигер

### В Южна Америка
- Убийство на президента на Хаити Жовенел Моузес (2021 г.).
- Опит за държавен преврат в Перу (2022 г.).
- Протести в Бразилия (2023 г.).

## Катастрофи и природни бедствия
- Горски пожари в Австралия (2019 – 2020 г.)
- Катастрофа на Boeing 737 близо до Техеран (2020 г.)
- Взривове в пристанището на Бейрут (2020 г.)
- Земетресение в Турция и Сирия (2023 г.). През февруари 2023 г. поредица от мощни земетресения водят до смъртта на най-малко 57 000 души в Турция и Сирия, което прави това събитие едно от десетте най-смъртоносни земетресения на XXI век.

## Наука и технологии
- Телескопът „Джеймс Уеб“ успешно завършва мисията си и пристига в орбита около точката на Лагранж L2. В нощта на 11 срещу 12 юли 2022 г. НАСА публикува първото научно изображение, направено от космическата инфрачервена обсерватория „Джеймс Уеб“.
- Телескопът „Джеймс Уеб“ открива най-старата галактика досега. Той дава възможност на астрономите да открият галактика, която възниква само 300 милиона години след Големия взрив.[15]
- Астрономи откриват дълго търсена черна дупка със средна маса, която е между свръхмасивните черни дупки и по-малките черни дупки. Това откритие ще помогне на учените да разберат как се развиват черните дупки.
- Учени от НАСА и Германския аерокосмически център установяват, че някои земни микроби могат да оцелеят на Марс.
- В края на 2021 г. слънчевата сонда „Паркър“ се приближава повече от всяка друга до Слънцето, навлизайки за първи път във външната му атмосфера. Сондата прелита през нажежената корона и помага на учените да потвърдят предишни хипотези и да направят някои нови открития.
- За първи път сондата на лунната орбитална станция Chang'e-5 открива вода директно върху повърхността на Луната (2022 г.).[16]
- Учени, използващи телескопа Хъбъл за първи път откриват черна дупка, която създава звезди, вместо да ги поглъща (2022 г.).
- Излиза Windows 11 от Microsoft (2021 г.).

## Култура
- В периода на пандемията 2020 – 2021 поради ограниченията и карантинните мерки се наблюдава рязък спад във филмовата индустрия и затваряне на много кина. Започва възходът на онлайн кината и стрийминг услугите на интернет телевизията. Много големи филмови премиери от 2020 г. се случват само онлайн (или паралелно в кината и онлайн).
- Излезлият през септември 2021 г. „Игра на калмари“ става най-гледаният сериал в стрийминг услугата „Нетфликс“ и първият южнокорейски сериал, оглавил класацията.
- ТикТок става най-бързо развиващата се социална мрежа в началото на 2020 г., нейната месечна аудитория надхвърля 1 милиард души. Набира популярност и като музикална платформа.
- Посещаемост на платформи като Спотифай, Саундклауд, Яндекс Музика, Ютуб и Епъл Мюзик се увеличават поради пандемията от COVID-19.

- „Аватар: Природата на водата“ става най-касовият филм на десетилетието и третият най-касов филм на всички времена. Други финансово успешни филми включват „Топ Гън: Маверик“, „Смъртта може да почака“ и „Джурасик свят: Господство“. Филмите за супергерои продължават да се представят добре финансово, като „Спайдър-Мен: Няма път към дома“ е вторият най-печеливш за десетилетието. Други успешни филми за супергерои включват „Батман“, както и голяма част от филмите на Марвел Студос  от киновселената на Марвел и на „Ди Си Студиос“ от разширената вселена на Ди Си.

- Филмовите и телевизионните адаптации на видеоигри стават по-успешни във финансово и критично отношение в сравнение с предходните десетилетия. Издадените филми включват „Супер Марио Bros.: Филмът“, „Таралежът Соник“ и „Uncharted: Извън картата“; както и тематичните видеоигри Tetris, Ready Player Two и „Свободен играч“. Телевизионните адаптации включват Arcane: League of Legends, Carmen Sandiego, Castlevania, Cyberpunk: Edgerunners, Dota: Dragon's Blood, Dragon Age: Absolution, Sonic Prime, „Последните оцелели“ и „Вещерът“; в допълнение с адаптацията на настолната игра The Legend of Vox Machina.

## Спорт
- Пандемията от COVID-19 води до отмяна или отлагане на много спортни събития по света:
  - Летните олимпийски игри през 2020 г. са отложени за юли – август 2021 г. и се провеждат в Токио, Япония. Това са първите олимпийски игри в историята, които са отложени, а не отменени. Съединените щати печелят най-много златни медали и медали като цяло.
  - Европейското първенство по футбол за 2020 г. е отложено и се провежда в периода юни – юли 2021 г. Победител става Италия.
  - Националната хокейна лига, Мейджър Лийг Бейзбол, Националната баскетболна асоциация и Английската висша лига адаптират своите сезони и първенства към COVID-19, като поставят играчи в „балони“ и излъчват игри на празни арени и стадиони.
- Ливърпул печели първата титла от Английската висша лига в историята на отбора (2020 г.).
- „Тампа Бей Лайтнинг“ печели второто си първенство за купа „Стенли“ (2020 г.). За първи път от 1925 г. първенството за купа „Стенли“ се играе изцяло в Канада. През 2021 г. „Тампа Бей Лайтнинг“ печели и шампионата на Националната хокейна лига.
- Луис Хамилтън става най-титулуваният шампион в историята на Формула 1, подобрявайки рекорда на Михаел Шумахер за най-много спечелени състезания от „Гран при“ (2020 г.).
- От 4 до 20 февруари 2022 г. се провеждат XXIV Зимни олимпийски игри в Пекин, Китай.
- През 2022 г. се провежда Световното първенство по футбол в Катар. Шампион става Аржентина.